# Departamento 25 de Mayo (Misiones)
Das Departamento 25 de Mayo liegt im östlichen Zentrum der Provinz Misiones im Nordosten Argentiniens. 
Es grenzt im Norden an das Departamento Cainguás, im Osten an das Departamento Guaraní, im Süden, getrennt durch den Río Uruguay, an Brasilien und im Westen an das Departamento Oberá. 
Die Hauptstadt des Departamento 25 de Mayo ist Alba Posse.

## Bevölkerung
Nach Schätzungen des INDEC stieg die Einwohnerzahl von 27.187 Einwohnern (2001) auf 28.744 Einwohner im Jahre 2005.

## Städte und Gemeinden
Das Departamento 25 de Mayo ist in folgende Gemeinden aufgeteilt:
- 25 de Mayo
- Alba Posse
- Colonia Aurora

Koordinaten: 27° 24′ S, 54° 42′ W